# Lucky Comics
Lucky Comics är ett fransk-belgiskt serieförlag. Man ger ut den belgiska tecknade serien Lucky Luke, samt dess systerserier Lucky Kid och Ratata.

## Historik
Förlagets rötter går tillbaks till 1990, då serien Lucky Luke skapare Morris grundade sitt eget förlag med namnet Lucky Productions. Fram till dess hade Lucky Luke givits ut av det franska förlaget Dargaud. Lucky Productions första utgåva blev 1991 års Bröderna Dalton tappar minnet (L'Amnésie des Dalton); Lucky Productions start sammanföll med att den svenska utgivningen av Lucky Luke togs över av Egmont.
1999 gick Morris samman med Dargaud och bildade Lucky Comics. Det nya förlaget ersatte Lucky Productions. Därefter har man fungerat som dotterbolag till Dargaud – i förlängningen till Média-Participations, Frankrikes och en av Europas idag största serieutgivare.